# Unterrohrenstadt
Unterrohrenstadt ist ein Gemeindeteil der Gemeinde Berg bei Neumarkt in der Oberpfalz im Landkreis Neumarkt in der Oberpfalz in Bayern.

## Geografie
Das Dorf liegt im Oberpfälzer Jura, ca. 6 km nördlich des Gemeindesitzes im Tal des Rohrenstädter Baches.

## Geschichte
Der Ort Rohrenstadt ist geteilt in Unterrohrenstadt, Mitterrohrenstadt und Oberrohrenstadt. In (Mitter-)Rohrenstadt saßen ursprünglich die Rohrenstädter/Rornstädter, die um die Mitte des 13. Jahrhunderts erstmals fassbar werden. Sie waren Ministeriale der Hirschberger und Wohltäter des Benediktinerklosters Kastl. Um 1350 ist die Kirche von (Ober-)Rohrenstadt erstmals urkundlich erwähnt, als eine Glocke angeschafft wurde; selbständige Pfarrei war Rohrenstadt St. Kolomann, zu der Unterrohrenstadt gehörte, von 1444 bis zur Reformation 1625, wobei das Präsentationsrecht die Rornstädter bis zum Verzicht im Jahre 1522 besaßen und auch später (Gesuch von 1693 an die Regierung in Amberg) nicht mehr beanspruchen konnten. 1476 verkaufte Eberhart von Rohrenstadt ein Gut zu Unterrohrenstadt an das Kloster Gnadenberg. Der letzte Rornstädter, Georg von Rornstatt, verkaufte seinen Besitz, nämlich „Pfarrlehen, Vogtey, Höfe, Zins, Gült, Mannschaft und Gerechtigkeiten zu Ober-. Mitter- und Unterrohrenstatt“ 1522 an den pfälzischen Kurfürsten Ludwig V., der Rohrenstadt dem Pflegamt Haimburg unterstellte. Einige Rohrenstädter Güter waren auch Lehensgut des Klosters Kastl und wurden bis zur Säkularisation des Klosters 1803 an verschiedene Adelige verliehen. Im Landshuter Erbfolgekrieg 1504/05 wurde das Dorf gebrandschatzt. Zwei Höfe Unterrohrenstadts der stift-kastlischen Propstei Litzlohe wurden im Dreißigjährigen Krieg 1639 vom Amt Haimburg an die pfalzgräfliche Regierung von Amberg als belegungsfähiges Winterquartier für Truppen gemeldet. Ob darunter auch das Mühlenanwesen von Unterrohrenstadt zu verstehen ist, das dem Amt unterstand, muss offen bleiben. Das Amt Pfaffenhofen meldete nach Amberg zum gleichen Zweck aus seinem Besitz für Unterrohrenstadt, Mitterrohrenstadt und Reichelshof zusammen acht Höfe. Auch das Kloster Engelthal hatte Besitz in Unterrohrenstadt, wohl Schenkungen reicher Nürnberger Patrizierfamilien.
Gegen Ende des Alten Reiches, um 1800, bestand Unterrohrenstadt aus 13 Anwesen. Größter Grundherr war das Kastenamt Haimburg mit einem Dreiviertelhof, drei Halbhöfen, einem Viertelhof und drei Sechstelhöfe. Zum Kastenamt Haimburg zählte auch das gemeindliche Hirtenhaus. Daneben gab es das Klosterrichteramt Gnadenberg als Grundherren; es besaß einen Halbhof. Die Hochgerichtsbarkeit übte das kurfürstliche Pflegamt Haimburg aus.
Im Königreich Bayern (1806) wurde ein Steuerdistrikt Stöckelsberg, bei der Gemeindebildung um 1810/20 die Ruralgemeinde Stöckelsberg im Landgericht und Rentamt Kastl gebildet. Ihr gehörten die Ansiedelung Stöckelsberg und das ehemalige, vom Kloster Kastl als Lehen vergebene Rittergut Rornstadt, nämlich Unter-, Mitter- und Oberrohrenstadt an. 1862 kam das Landgericht Kastl und damit auch die Gemeinde Stöckelsberg zum neuen Bezirksamt Velburg, bei dessen Auflösung im Jahr 1880 zum Bezirksamt Neumarkt in der Oberpfalz.
1850/51 wurde der Zweidrittelzehnt des Pfarrers von Stöckelsberg „in den 3 Rohrenstadt“ fixiert auf 23 Scheffel Korn und elf Scheffel Haber.
Im Zuge der Gemeindegebietsreform kam am 1. Mai 1972 zur Gemeinde Stöckelsberg die aufgelöste Gemeinde Häuselstein mit ihren vier Gemeindeteilen Häuselstein, Reicheltshofen, Wünricht und der Mauertsmühle. Diese Gemeinde wurde ihrerseits am 1. Mai 1978 in die Großgemeinde Berg eingegliedert. Seitdem ist Unterrohrenstadt ein Gemeindeteil von Berg bei Neumarkt in der Oberpfalz. Hatte Unterrohrenstadt im 19. Jahrhundert sowie bis weit in das 20. Jahrhundert hinein etwa 100 Einwohner, so stieg diese Zahl in den 1970er/1980er Jahren mit zunehmendem Wohnungsbau deutlich an und hat inzwischen die 200er-Marke überschritten.
Die Mühle von Unterrohrenstadt wurde vom Rohrenstädter Bach angetrieben. Für die Mahlmühle und für das ebenfalls vom Müller betriebene Sägewerk waren je ein Wasserrad vorhanden. 1950 wurden die Mühlräder durch Turbinen ersetzt. Der Mühlenbetrieb wurde 1960 aufgegeben, das Sägewerk 1990.
Der 1964 gegründete Schützenverein Wiesengrund Rohrenstadt hat sein 1998 eingeweihtes Schützenhaus in der Unteren Dorfstraße von Unterrohrenstadt.

### Einwohnerentwicklung von Unterrohrenstadt
- 1836: 108 (17 Häuser)[13]
- 1871: 107 (37 Gebäude; Viehbestand: 5 Pferde, 84 Stück Rindvieh)[14]
- 1900: 112 (20 Wohngebäude)[15]
- 1937: 97 (Katholiken)[16]
- 1950: 118 (19 Wohngebäude)[17]
- 1961: 108 (21 Wohngebäude)[18]
- 1970: 109[19]
- 1987: 157 (41 Wohngebäude, 45 Wohnungen)[20]
- 2015: 203 (Stand: 31. Dezember; 112 männlich, 91 weiblich)[21]

## Sehenswertes

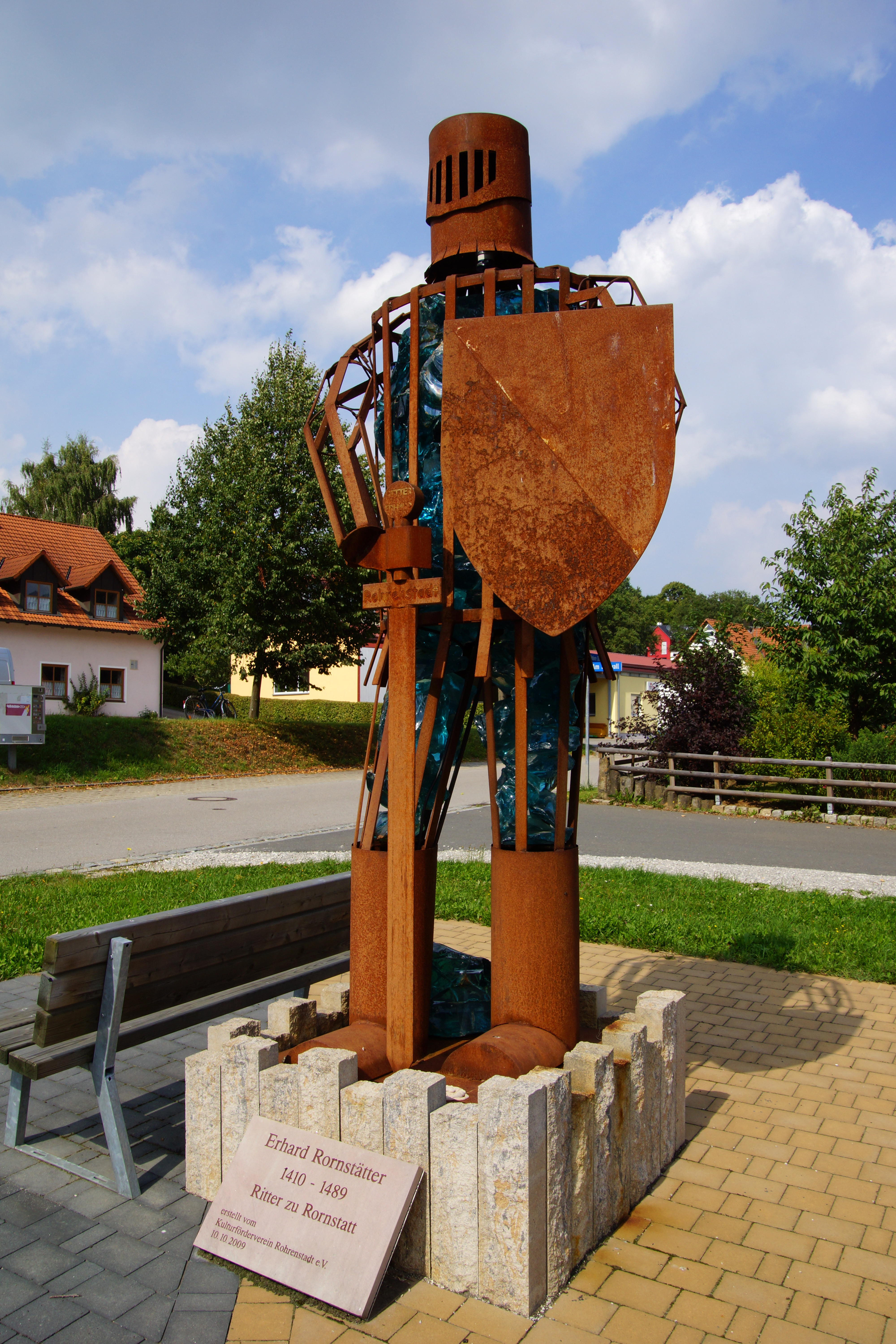
Erhard Rornstätter-Plastik von 2009

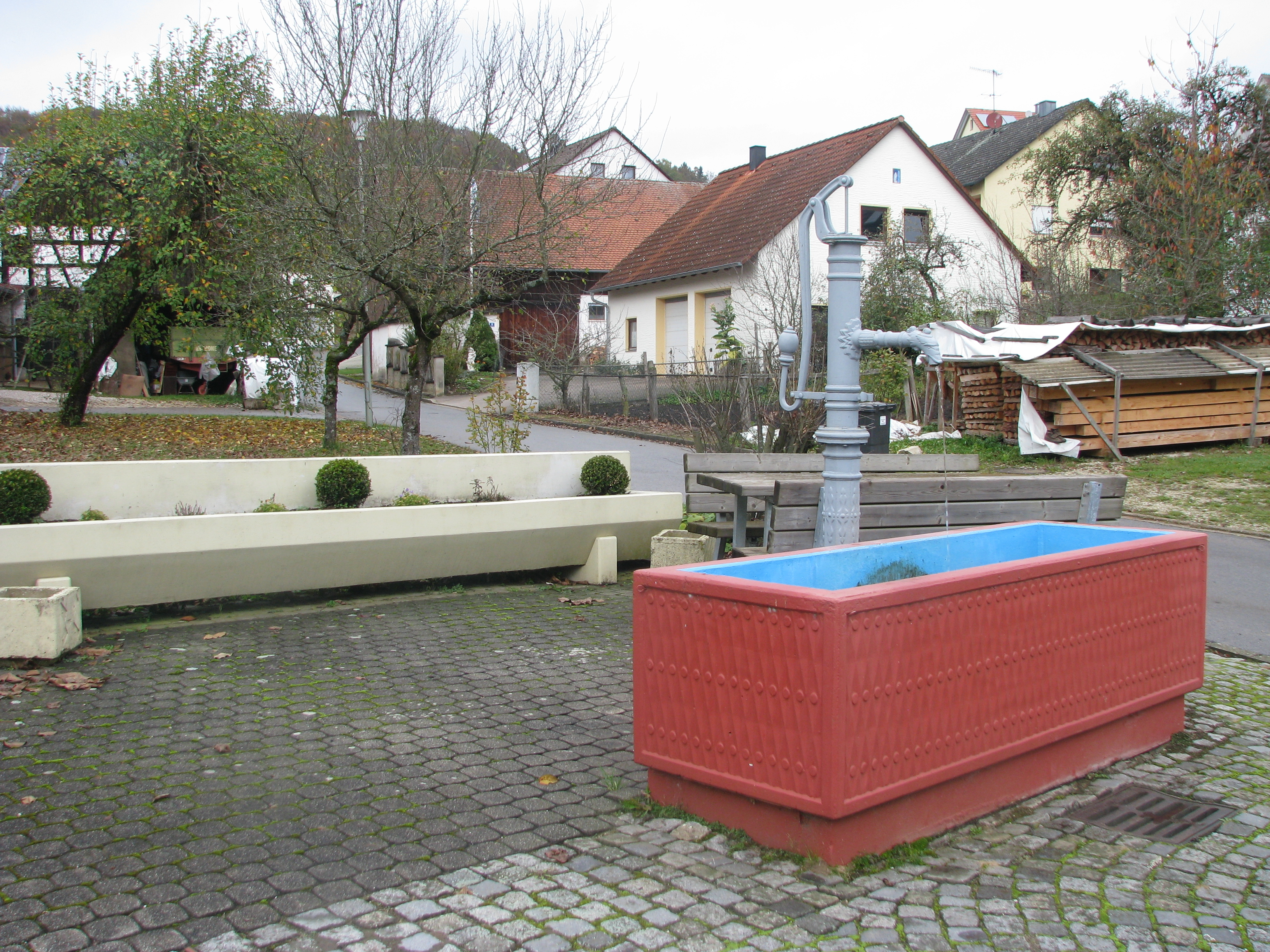
Dorfbrunnen

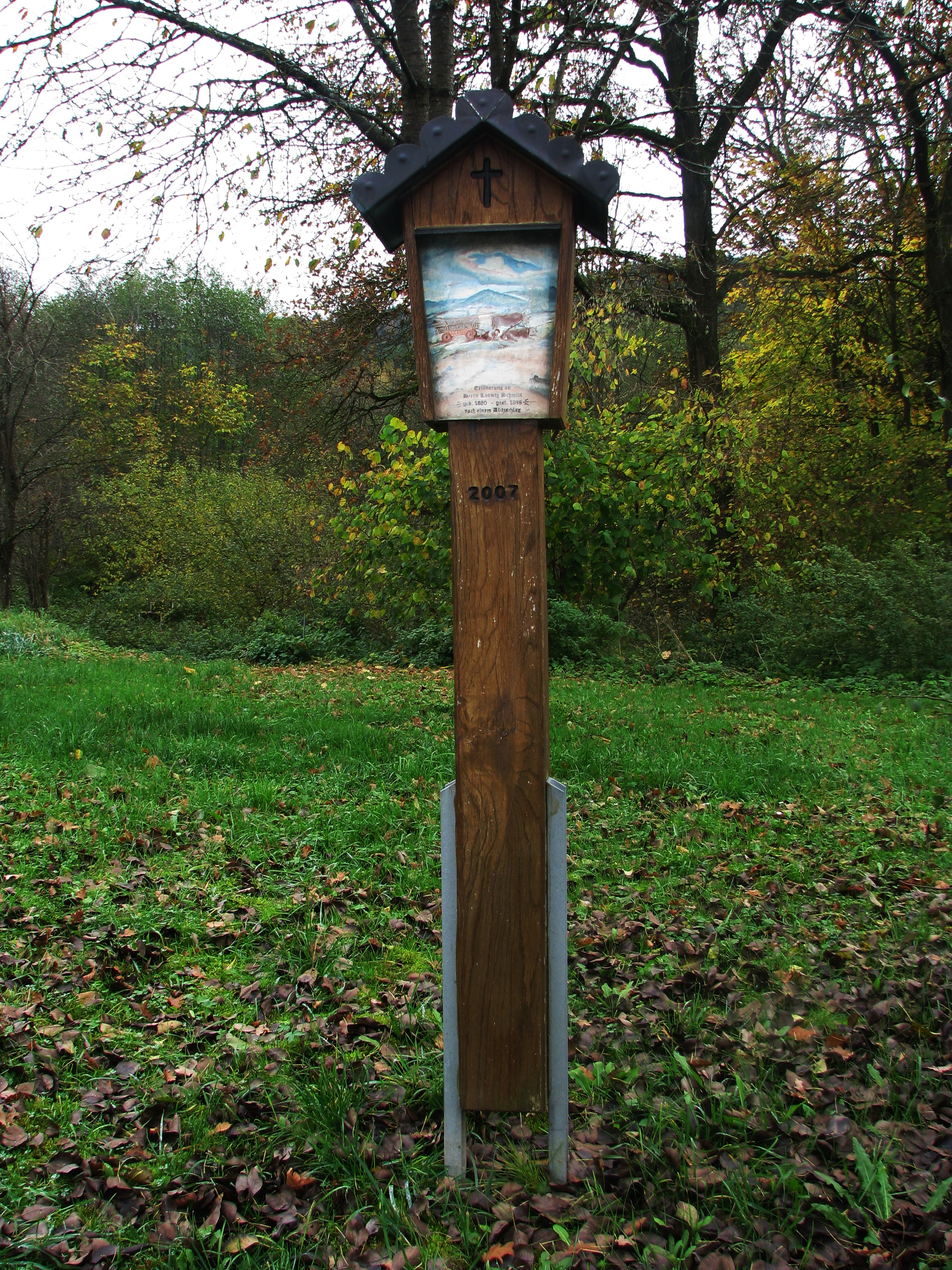
Marterl

- Plastik zum Gedenken an Erhard/Eberhart Rornstätter (1410–1489), Ritter zu Rornstatt, aufgestellt vom Kulturförderverein Rohrenstadt e. V. am 10. Oktober 2009
- Dorfbrunnen aus Gusseisen
- Marterl zum Gedenken an den 1898 vom Blitz erschlagenen Ludwig Schmidt, 2007 erneuert

## Verkehrsanbindung
Unterrohrenstadt ist über eine Gemeindeverbindungsstraße zu erreichen, die von der Kreisstraße NM 9 nahe bei der Ausfahrt Oberölsbach der A 3 abzweigt und über Mitterrohrenstadt nach Oberrohrenstadt führt.
Nach Unterrohrenstadt zweigt eine 2009/10 ausgebaute Gemeindeverbindungsstraße (im Volksmund „Ho-Chi-Minh-Pfad“ genannt) hinauf nach Sindlbach ab.